# Cyrille Neveu
Cyrille Neveu (febbraio 1973) è un triatleta francese, campione mondiale di triathlon long distance nel 2002 a Nizza.

## Carriera
Nel 1996 partecipa ai mondiali di Muncie, vinti dall'australiano Greg Welch classificandosi al 29º posto assoluto.
L'anno successivo si migliora raggiungendo la 12ª posizione con un tempo di 5:52:57 ai mondiali di Nizza, vinti dal belga Luc Van Lierde in 5:35:44.
Nel 1998 entra nella topo ten, con il 10º posto assoluto ai mondiali dell'Isola di Sado, vinti ancora dal belga Van Lierde in 5:44:05. Il suo tempo finale è di 6:03:33.
Nel 1999 conferma la sua posizione nella topo ten, sempre 10º assoluto ai mondiali di Sater, vinti dal danese Peter Sandvang in 5:44:04. Il suo tempo finale è di 5:55:56.
Nel 2000 arriva il podio. Cyrille vince la medaglia d'argento ai mondiali di Nizza con un tempo finale di 6:23:16, complice una fraziona podistica leggermente inferiore a quella del campione uscente, il danese Sandvang (6:22:00). Al traguardo Cyrille arriva davanti al connazionale François Chabaud (6:26:49).
Nel 2001 ai mondiali di Fredericia non brilla, classificandosi 14º assoluto in 8:51:44, a quasi 27' dal vincitore, sempre il danese Sandvang.
L'exploit arriva nel 2002, quando Cyrille si laurea campione del mondo di triathlon long distance ai mondiali di Nizza, grazie ad una prestazione maiuscola nella frazione ciclistica e al mantenimento nella frazione finale del distacco che gli permettono di concludere in 6:19:45, davanti al campione danese Torbjørn Sindballe (6:22:05) e al belga Rutger Beke (6:22:52).
Nel 2003 è soltanto 15° con un tempo di 5:48:27 ai mondiali di Ibiza vinti dallo spagnolo Eneko Llanos in 5:37:15.
Nel 2005 si classifica 2º all'Ironman Sud Africa, alle spalle dell'idolo di casa Raynard Tissink.
Partecipa nuovamente ai mondiali di Canberra nel 2006, tuttavia si classifica 14º assoluto (6:14:40) in una gara che vede Torbjorn Sindballe vincere in 5:59:13. Si presenta all'Ironman di Lanzarote, ottenendo un 11º posto assoluto con un tempo di 9:27:52.
Infine, nel 2007 è ancora una volta 14º assoluto in 3:40:50 ai mondiali di Lorient, vinti dal connazionale Julien Loy in 3:30:11.

## Titoli
- Campione del mondo di triathlon long distance - 2002